# سيغموند نيومان
سيغموند نيومان (بالألمانية: Sigmund Neumann )‏ (و. 1904 – 1962 م) هو عالم اجتماع، وعالم سياسة، وأستاذ جامعي ألماني، ولد في لايبزيغ، وكان عضوًا في الأكاديمية الأمريكية للفنون والعلوم، توفي في ميدلتاون، عن عمر يناهز 58 عاماً.

## جوائز
حصل على جوائز منها:
- Honorary doctor of the Technical University of Berlin ‏.